# Estelle Mveng
Estelle Mveng de son véritable nom Mveng Amougou Estelle Victorine est un griot, chanteuse d’ethno Jazz auteure compositrice camerounaise ekang ewanga. Elle est cheffe traditionnelle de 3e degré du Village de Nkol-Amougou par Biwong Bane, dans le département de la Vallée-du-Ntem dans la région du sud. C'est est la petite fille de l'homme de culture Engelberg Mveng.

## Biographie

### Enfances et débuts
Alors qu’elle est étudiante en droit à l’université de Ngaoundéré, l'on rapporte à ses grands-parents qu’elle a abandonné ses études au profit de la musique. Elle défie tout ce monde et obtient sa licence en droit. Sa formation musicale n'est pas celles des académies de musiques conventionnelles. Du collège Bonneau à Ngaoundéré University Music (NUM) en passant par l'école du cabaret, des coachings, mais surtout de l’école du Macase version Ruben Binam un pianiste camerounais, sans oublier les masterclass du bassiste Aladji Touré. Estelle Mveng se fait une place.  
Après avoir fréquenté divers cafés-concerts des villes de Yaoundé, Douala et Kribi, Estelle Mveng s’est finalement posée à Yaoundé pour se consacrer à son propre projet artistique. 

### Carrière
Estelle Mveng est membre de l’orchestre de la Télévision nationale Camerounaise CRTV. En 2016, l'institut français du Cameroun antenne de douala organise focus musique on voit la présence de la chanteuse.
En 2017, au Jazz club la chaumière à Bonapriso, elle preste lors du salon international des voix de femmes, et en 2018 elle participe au masa sous la houlette de l'escale bantoo.
Novembre 2018, Estelle Mveng fait le show à yaoundé. 
Estelle Mveng dirige une association caritative N’nem qui s’occupe du bien-être de la jeune fille et organise un festival dénommé Minkan’zik (le Festival itinérant des traditions des peuples bantou Unis et solidaires du Cameroun). 
En mars 2023 à l'institut français du Cameroun à Yaoundé elle fait son retour. Puis en 2024 Estelle Mveng honore à l'invitation de Visa for music au Maroc, et a son retour le 13 février 2024, elle donne un concert organisé par l'institut français antenne de Yaoundé, avant de s'envoler pour le Chad Music Expo. 
Estelle Mveng devient cheffe de Nkol Amougou au décès de son père. 

## Discographie

### Albums
- 2015 : le cœur qui chante
- 2017 : maxi
- 2018 : Wa Yi Nyiñ

### Singles
- A ne minga
- Adada
- A gué gué
- Ekang
- Eding

## Prix et récompenses
- 2006 : lauréate du concours Mutzig
- 2016 : prix découverte musique Goethe Institute
- 2023 : Prix Babel du meilleur spectacle[12].

## Polémique
Estelle Mveng traine René Désiré Effa au tribunal administratif, elle accuse le président du forum des chefs traditionnels du Sud d’exclusion des minorités sur sa liste, de soumission à une personne ayant autorité étatique en outre de la violation de la loi électorale.